# Acetat de ferro(III)
Acetat fèrric és el compost de coordinació amb la fórmula [Fe₃O(OAc)₆(H₂O)₃]OAc (OAc− is CH₃CO₂−), és una sal composta pel catió [Fe₃(μ₃-O)(OAc)₆(H₂O)₃]+ i un anió acetat.

## Usos
Materials preparats escalfant acetat de ferro, àcid acètic i aire, es fan servir com tints i mordent.